# New Albany (Mississippi)
New Albany település az Amerikai Egyesült Államok Mississippi államában, Union megyében, melynek megyeszékhelye is. Lakosainak száma 7626 fő (2020. április 1.).

## Népesség
A település népességének változása:

| 2010 | 8 034 |
| 2020 | 7 626 |